# Пикок, Томас Лав
Томас Лав Пикок (англ. Thomas Love Peacock) (18 октября 1785, Уэймут, Дорсетшир — 23 января 1866, Шеппертон, Суррей, Англия) — английский писатель-сатирик и поэт. В своих художественных произведениях, в первую очередь в романах, писатель остро высмеивал обычаи и нравы, бытовавшие в современном ему обществе. Значительное влияние на поэтическое творчество оказал его друг, поэт Перси Биши Шелли. Наиболее известные произведения Пикока — «Аббатство Кошмаров» и «Усадьба Грилла».

## Жизнь и творчество
Т. Л. Пикок родился в простой семье. Его отцом был торговец посудой и стеклянными изделиями, мать — дочерью военного моряка. Ещё в его раннем детстве семья будущего писателя переехала в городок Чертси, в графстве Суррей, и Пикок в течение 5 лет (с 8- до 13-летнего возраста) учится в частной школе города Инглфильд Грин (Суррей). В возрасте 16 лет (в 1801 году) он приезжает в Лондон, намереваясь изучать экономику. Здесь он часто посещает Британский музей, в холле которого собираются молодые студенты гуманитарных специальностей, и знакомится с ними.
В 1804 и 1806 годах в свет выходят два первых поэтических сборника Т. Л. Пикока — «Монахи Святого Марка» и «Пальмира». В 1812 году он выпускает поэму «Философия меланхолии». К этому же году можно отнести начало дружбы Т. Л. Пикока с П. Б. Шелли. В 1813 году он вместе с Шелли едет в Эдинбург, 1814—1815 годах — практически ежедневно гостит в доме Перси Биши и Мэри Шелли в Лондоне. 1814 году Пикок выпускает поэтический сборник «Сэр Протей, или Сатирические баллады», а в 1817 — следующий: «Круглый стол, или Пиршество короля Артура».
В 1820 году Т. Л. Пикок женится на Джейн Грифид. В этом браке у них рождается три дочери. Одна из них, Мэри Эллен, впоследствии становится женой писателя Джорджа Мередита. Джейн Пикок умерла в 1865 году.
Помимо писательской деятельности, Т. Л. Пикок многие годы был профессионально занят на службе в Британской Ост-индской компании. Умер писатель в 1866 году и был похоронен на новом кладбище в городе Шеппертоне, графство Суррей.

## Сочинения
Романы
- «Безумный дом» (Headlong Hall) 1815
- «Аббатство Кошмаров» (Nightmare Abbey) 1818 — пародия на готический роман
- «Девица Мэриан» (Maid Marian) 1822 — исторический роман о Робине Гуде
- «Несчастья Эльфина» (Misfortunes of Elphin) 1829 — пародия на рыцарский роман
- «Замок капризов» (Crotchet Castle) 1831
- «Усадьба Грилла» (Gryll Grange) 1860

Эссе
- «Четыре века поэзии» (1820)
- «Воспоминания о Шелли» (1858-60)
- «Последние дни Виндзорского леса» (1887)

Издание сочинений в русском переводе
- Аббатство Кошмаров. Усадьба Грилла. — М., 1988 (Литературные памятники).
- Аббатство Кошмаров (в сборнике Комната с гобеленами. Английская готическая проза. — М., 1991, «Правда»).